# Robert Słaboń
Robert Słaboń (ur. 15 września 1953 w Kątach Wrocławskich) – polski żużlowiec.

## Życiorys

### Życie prywatne
Syn Adolfa Słabonia i ojciec Krzysztofa Słabonia, również żużlowców.
Po zakończeniu kariery wyjechał z Polski. Wrócił po latach, przywożąc ze sobą z Kanady syna, będącego trzecim żużlowym pokoleniem w rodzinie Słaboniów.

### Kariera sportowa
Robert Słaboń trafił do ligowego zespołu Sparty Wrocław dwa lata po tym, jak swoją karierę zakończył jego ojciec, czyli w roku 1973. Po udanym debiucie szybko zadomowił się w składzie wrocławskiej drużyny na stałe do roku 1982. Ostatnie swoje dwa sezony spędził w lubelskim Motorze.
W roku 1979 był finalistą IMŚ w Chorzowie, gdzie zajął odległe piętnaste miejsce. Został powołany na kadrę DMŚ w tamtym sezonie na torze White City w Londynie Polacy nie zdobyli medalu.
Trzy razy stawał na starcie finałów IMP, zdobył 2 brązowe medale (1978 i 1979 na stadionie im. Edwarda Jancarza w Gorzowie Wielkopolskim. W finałach MPPK wywalczył dwa tytuły wicemistrzowskie: w roku 1975 w Lesznie i w następnym sezonie w Gdańsku a w roku 1978 w Chorzowie zdobył brązowy medal.
Był pięć razy w finałach Złotego Kasku, w latach 1979 i 1980, w obu przypadkach był to cykl turniejów, zdobył to cenne trofeum. Występował też w finałach MIMP i Srebrnego Kasku, wielokrotnie bronił narodowych barw w meczach międzypaństwowych.